# Gare de Châtellerault-Châteauneuf
La gare de Châtellerault-Châteauneuf est une gare ferroviaire française de la ligne de Loudun à Châtellerault, située sur le territoire de la commune de Châtellerault (quartier de Châteauneuf), dans le département de la Vienne, en région Nouvelle-Aquitaine.

## Situation ferroviaire
La gare de Châtellerault-Châteauneuf est située entre les gares de Scorbé-Clairvaux et de Châtellerault.

## Histoire
La gare est inaugurée le 19 septembre 1886. Elle est démolie le 25 décembre 2014.